# Europride

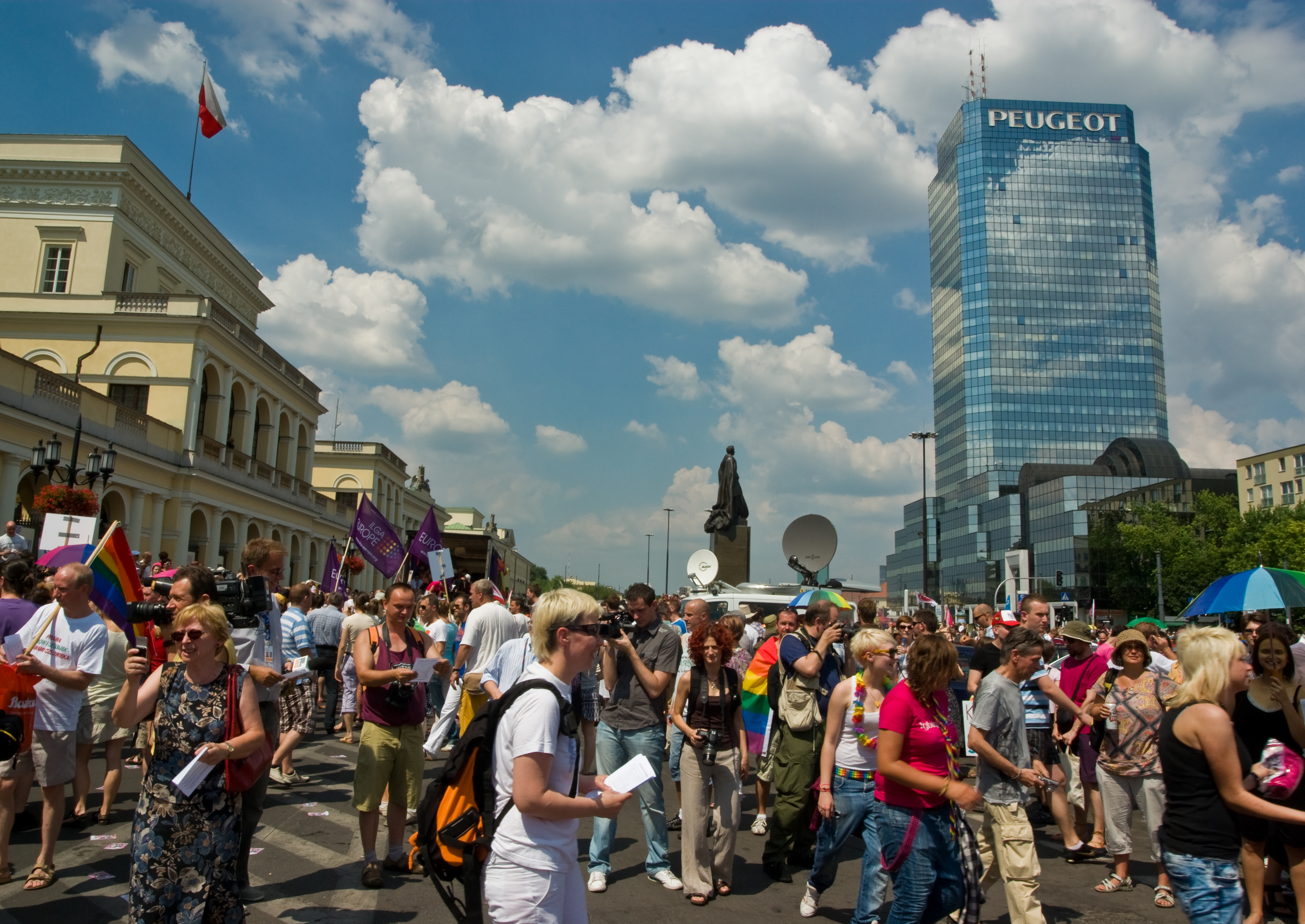
EuroPride 2010 ve Varšavě

Europride (nebo taky EuroPride) je evropská událost, která je věnovaná LGBT a Queer hrdostem. Tyto události se pořádají každým rokem, kdy hostitelem je vždy jiné evropské město. Hostitelské město je vždy to, kde se několik let pořádá Gay pride, nebo mají důležitou LGBT komunitu.
Tyto události trvají většinou 14 dní, kdy se po celém městě pořádají mnoho sportovních a kulturních akcí. To celé poté vyvrcholí o víkendu Gay pridem s karnevalem, koncerty, speciálními klubovými večery a vigilií na památku obětí AIDS.

## Historie
První Europride se konal v roce 1992 v Londýně, kterého se zúčastnilo odhadem 100 000 lidí. Následující rok hostil Berlín. Když Amsterdam hostil Europride v roce 1994, událost se proměnila na finanční katastrofu, protože dluhy činily ve výši přibližně 450 000 EUR . V roce 1996 se Europride přestěhoval do Kodaně, kde se těšil silnou podporou od vedení města. Organizátoři byli úspěšní na všech frontách, a dokonce se podařilo dosáhnout finanční přebytky.
Paříž hostila Europride v roce 1997. Festival měl četné komerční sponzory a byl široce ceněn jako úspěch. Během průvodu, více než 300 000 lidí pochodovalo po Bastille. Stockholm byl hostitelské město v roce 1998. Londýn měl opět hostit Europride v roce 1999, ale událost byla zrušena, když pořadatelé zkrachovali.
V roce 2000 WorldPride nahradil Europride. Akce se konala v Římě a zúčastnili se ho gayové a lesby z celého světa. Poté, co zpočátku podporovalo událost vedení města, svou podporu jen několik dní předtím stáhlo. Bylo to kvůli nátlaku vyvíjeného Vatikánem, který organizoval 2000 římskokatolické jubileum.
Vídeň hostila Europride v roku 2001 a přitáhla velké davy lidí ze střední Evropy a východní Evropy. V roce 2002 v Kolíně nad Rýnem se konalo v tehdejší době dosud největší Europride, kdy úředníci odhadují davy k číslu více než jeden milion. Europride procházel v roce 2003 Manchesterem a v roce 2004 Hamburkem. Oslo ho hostil v roce 2005, kde Ian McKellen byl jako čestný host.
Londýn hostil akci v roce 2006, kde dvoutýdenní festival vrcholil průvodem posledním dnem 1. července, ve kterém byly pochodující pozváni k průvodu po ulici Oxford Street, jedné z ulic největšího obchodního města. To bylo poprvé, kdy bylo ze zákona dovoleno, aby tak učinily v historii průvodu. Průvodu se zúčastnil londýnský starosta Ken Livingstone a MP konzervativní Alan Duncan, aktivista v oblasti lidských práv Peter Tatchell a první náměstek italského transsexuála Vladimir Luxuria.
Po přehlídce události pokračovaly ve třech důležitých místech v britském hlavním městě: shromáždění na Trafalgarském náměstí v přítomnosti lektora Ian McKellen, animace na Leicester Square a Soho Square.
V roce 2007 hostil Europride Madrid, který se konal v Chueca, gay čtvrti hlavního města, v posledním červnovém týdnu. Madrid byl vybrán kvůli zákonech týkajících se sňatky homosexuálů a adopce a rovnosti žen a mužů, které Španělsko postoupila v průběhu posledních dvou let. Více než 1,2 milionu lidí se zúčastnilo finálního průvodu při pochodu do ulic centra Alcalá a Gran Via a končil na Plaza España . 
V roce 2008 se konal od 25. června do 3. srpna ve Stockholmu, což bylo deset let poté, co uspořádal Europride 1998.
Curych hostil Europride 2009 se seznamem událostí, které se konali do jednoho měsíce od 2. května do 7. června vyvrcholeným průvodem v centru Curychu 6. června.
V roce 2010 se událost konala ve Varšavě v Polsku. Organizátoři připravili řadu akcí mezi 9. a 18. července s průvodem, který se konal předposlední den. Toto vydání bylo označeno jako první celoevropská LGBT oslava, která se konala v bývalé komunistické zemi. Europride byl formulován jako jeho hlavní téma, a to žádost o registrované partnerství.
V roce 2011 byl hostitelským městem Řím, který ukončil koncert Lady Gagy v Circus Maximus.
Europride 2013 se konal v Marseille u příležitosti, kdy byla Marseille Evropské hlavní město kultury. Hlavním tématem bylo homosexuální manželství.
V červnu 2014 se konal v Oslu a v roce 2015 hostila Riga. Byl to první Europride v bývalém sovětském státě.
Europride 2016 se konal v Amsterdamu. Britský zpěvák a skladatel Tara McDonald nazpíval píseň „I Need A Miracle“, která byla vybrána jako hymna Europride a remixoval jí Gregor Salto.
Madrid bude roku 2017 hostit WorldPride. Když hostil Europride 2007, byl nejvíce navštěvovaný vůbec a odhaduje se 2,5 milionu návštěvníků. Tato obrovská návštěvnost byla nejen úspěch pro Madrid, ale i pro celý LGBT španělské komunity, kvůli slavení změně termínů v zákonech týkajících se sňatky homosexuálů a adopce. Madrid byl jedním z prvních španělských měst, který slavil legalizaci homosexuálních manželství s podporou všech politických stran, dokonce i konzervativci ve vládě, v čele s ex-starosta města, Alberto Ruíz Gallardon z Partido Popular. V důsledku těchto a dalších pokroků ve svobodě osob stejného pohlaví a sociálního pokroku, byl Madrid vybrán v roce 2012 hostit WorldPride 2017.
V roce 2018 pořádaly poprvé dvě města. Byly to Stockholm a Göteborg. V roce 2019 se po 18 letech vrátil do Vídně. Následující rok se měl konat Europride v Soluni od 20. června do 28. června, ale kvůli pandemie covidu-19 byl zrušen.

## Přehled pořadatelů
| Poř. | Rok  | Město               | Datum                                       |
| ---- | ---- | ------------------- | ------------------------------------------- |
| 1.   | 1992 | Londýn              |                                             |
| 2.   | 1993 | Berlín              |                                             |
| 3.   | 1994 | Amsterdam           |                                             |
| –    | 1995 | -                   |                                             |
| 4.   | 1996 | Kodaň               |                                             |
| 5.   | 1997 | Paříž               |                                             |
| 6.   | 1998 | Stockholm           |                                             |
| –    | 1999 | Londýn              | nekonalo se                                 |
| 7.   | 2000 | Řím                 | 1. – 8. července                            |
| 8.   | 2001 | Vídeň               |                                             |
| 9.   | 2002 | Kolín nad Rýnem     | 15. června – 7. července                    |
| 10.  | 2003 | Manchester          |                                             |
| 11.  | 2004 | Hamburk             | 4. – 13. června                             |
| 12.  | 2005 | Oslo                | 18. – 27. června                            |
| 13.  | 2006 | Londýn              |                                             |
| 14.  | 2007 | Madrid              | 22. června – 2. července                    |
| 15.  | 2008 | Stockholm           | 25. července – 3. srpna                     |
| 16.  | 2009 | Curych              | 2. května – 7. června                       |
| 17.  | 2010 | Varšava             | 7. – 17. července                           |
| 18.  | 2011 | Řím                 | 2. – 12. června                             |
| 19.  | 2012 | Londýn              | 23. června – 8. července                    |
| 20.  | 2013 | Marseille           | 10. – 20. července                          |
| 21.  | 2014 | Oslo                | 20. – 29. června                            |
| 22.  | 2015 | Riga                | 15. – 21. června                            |
| 23.  | 2016 | Amsterdam           | 26. července – 7. srpna                     |
| 24.  | 2017 | Madrid              | 23. června – 2. července                    |
| 25.  | 2018 | Stockholm, Göteborg | 27. července – 19. srpna                    |
| 26.  | 2019 | Vídeň               | 1. – 16. června                             |
| –    | 2020 | Soluň               | Událost zrušena z důvodu pandemie covidu-19 |
| 27.  | 2021 | Kodaň               | 12. – 22. srpna                             |
| 28.  | 2022 | Bělehrad            | 12. – 18. září                              |
| 29.  | 2023 | Valletta            | 7. – 17. září                               |
| 30.  | 2024 | Soluň               |                                             |